# Али Хусейн
Али́ Садда́м Хусе́йн ат-Тикри́ти (араб. على صدام حسين التكريتي‎, род. 1980 или 1983) — предполагаемый третий сын Саддама Хусейна от второй жены Самиры Шахбандар. Некоторые члены семьи Саддама утверждают, что Али на самом деле является его внуком.
Местонахождение Али после иракской войны неизвестно. По неподтверждённым слухам, он взял имя Махмуд и живёт в Латвии. По другим данным, он может скрываться в Ливане или Сирии.